# Penàguila
Penàguila és un municipi del País Valencià a la comarca de l'Alcoià. El seu terme té 49,9 km².

## Geografia
Situat en el domini prebètic valencià, el municipi de Penàguila s'estén des de l'Ull del Moro (1051 m), a l'oest, fins a l'alt de la Creueta a l'est, formant part dels vessants septentrionals de la serra d'Aitana i obert cap a la foia d'Alcoi. Recorre el terme longitudinalment el riu de Frainós, que afluïx en el riu Bolet.
La localitat està enclavada en el vessant occidental de la Serra d'Aitana. Es comunica, a través de la CV-70 que enllaça amb l'autovia A-7, amb Alacant i València. Limita amb els termes municipals d'Alcoleja, Alcoi, Benasau, Benifallim, Benilloba, Cocentaina, Gorga, Relleu, Sella i la Torre de les Maçanes.
El clima és mediterrani, matisat per l'altitud i la seua localització a l'interior, a les valls d'Alcoi, amb una temperatura mitjana anual de 14,5 °C i unes precipitacions de 536 mm.

## Història
D'origen musulmà, la vila estigué totalment emmurallada, i actualment es conserven restes dels murs i algunes torres; així com diversos casalots senyorials. En el segle xiii serà protagonista el seu castell degut a les insurreccions d'Al-Azraq. Dominats els sublevats en l'any 1258, els mudèjars seran expulsats de la població, que va quedar així despoblada. El rei Jaume I d'Aragó en fou el primer senyor, el qual en document fet a Cocentaina el 18 de juny de 1258 donà la senyoria de Penàguila al cavaller Ximèn Peres d'Orís. Després de la segona sublevació, en la qual morirà al-Azraq, les terres seran entregades (1276) als ballesters que defensaven el castell, i per tant, fou repoblada amb cristians de natura. Un descendent de Ximèn Peres d'Orís, Joan Ximèn d'Orís, senyor de Penàguila, en vengué les terres a Bernat de Cruïlles, ja senyor de Penàguila. L'any 1338 Pere III el Cerimoniós va fortificar-lo, i encarregà la seua defensa a Sanxo Lopez de Boltaina. Fou vila reial amb dret a vot en les Corts Valencianes. Fins a l'any 1535 depengueren de la seua parròquia les esglésies d'Alcoleja, Ares, Benigali i Beniafe. Pertanyé durant els segles XV i XVI a la família Fenollar i després als marquesos de Guadalest.

## Demografia
Ha tingut sempre un alt índex de població, perquè l'expulsió dels moriscos no va afectar-la, així com el fet que en el segle xviii s'hi instal·laren tres fàbriques de mantes morellanes (més de 1.000 habitants); fins i tot, en el present segle ha sofrit una contínua regressió arribant als 334 veïns (penaguilencs o penaguilers) l'any 2006.
Tot seguit, s'hi mostra l'esdevenir demogràfic de la població del municipi al llarg de l'època estadística: 
| any  | habitants |
| ---- | --------- |
| 1857 | 1.499     |
| 1887 | 1.488     |
| 1900 | 1.366     |
| 1910 | 1.361     |
| 1920 | 1.229     |
| 1930 | 1.117     |
| 1940 | 1.103     |
| 1950 | 940       |
| 1960 | 749       |
| 1970 | 611       |
| 1981 | 423       |
| 1991 | 351       |
| 2000 | 391       |
| 2005 | 354       |
| 2006 | 334       |

## Alcaldia
Des de 2019 l'alcalde de Penàguila és Salvador Català Picó del Partit Socialista del País Valencià (PSPV-PSOE).
| Període                       | Alcalde o alcaldessa                     | Partit polític | Data de possessió     | Observacions    |
| ----------------------------- | ---------------------------------------- | -------------- | --------------------- | --------------- |
| 1979–1983                     | Juan José Gisbert Domenech               | UCD            | 19/04/1979            | --              |
| 1983–1987                     | Juan José Gisbert Domenech               | AP-PDP-UL-UV   | 28/05/1983            | --              |
| 1987–1991                     | Enrique Picó Gisbert                     | PSPV-PSOE      | 30/06/1987            | --              |
| 1991–1995                     | Enrique Picó Gisbert                     | PSPV-PSOE      | 15/06/1991            | --              |
| 1995–1999                     | Enrique Picó Gisbert                     | PSPV-PSOE      | 17/06/1995            | --              |
| 1999–2003                     | Enrique Picó Gisbert                     | PSPV-PSOE      | 03/07/1999            | --              |
| 2003–2007                     | Enrique Picó Gisbert                     | PSPV-PSOE      | 14/06/2003            | --              |
| 2007–2011                     | Josep Blanes Bonet Carlos Blanes Gisbert | PSPV-PSOE PP   | 16/06/2007 11/07/2009 | Pacte de govern |
| 2011–2015                     | Carlos Blanes Gisbert                    | PP             | 11/06/2011            | --              |
| 2015–2019                     | Joaquín Ballart Domènech                 | PVV            | 13/06/2015            | --              |
| 2019-2023                     | Salvador Català Picó                     | PSPV-PSOE      | 15/06/2019            | --              |
| Des de 2023                   | n/d                                      | n/d            | 17/06/2023            | --              |
| Fonts: Generalitat Valenciana |                                          |                |                       |                 |

## Monuments d'interés
- Porta medieval "El Portalet".
- Casa dels Fenollars.
- Casa dels Moncada.
- Jardí de Santos.
- Font dels 30 canons.
- Castell de Penàguila.

## Personatges il·lustres
- Bernat Fenollar (1438? - 1516), eclesiàstic i poeta clàssic valencià.[4]
- Joaquim Company i Soler (1732 - 1813), franciscà i arquebisbe de Saragossa i València.
- Pasqual Boronat i Barrachina (1866 - 1908), erudit, historiador i eclesiàstic.
- Francesc de Paula Ibáñez i Ibáñez (1876 - 1936), sacerdot beatificat pel papa Joan Pau II el 2001.[5]
- Patrocini Agulló i Soler (Penàguila, 1909 - Sabadell, 1966), activa defensora dels més necessitats.